# Dorothea af Danmark (1546-1617)
 Der er flere personer med dette navn, se Dorothea af Danmark.
Dorothea (født 29. juni 1546, død 6. januar 1617) født prinsesse af Danmark var datter af Christian 3. og dronning Dorothea af Sachsen-Lauenburg. Hun blev gift med hertug Wilhelm den Yngre af Braunschweig-Lüneburg (1535-92).
I 1582 begyndte hertugen af udvise tegn på sindssyge, og Dorothea måtte til tider søge tilflugt med børnene på et andet slot. Da hertugen døde i 1592, blev hun som værge midlertidig regent på sin mindreårige søn, Georgs, vegne.

## Børn
Af hertugparrets børn nåede 15 voksenalder:
- Sophie (1563-1639), blev markgrevinde af Brandenburg-Ansbach via ægteskab med Georg Frederik
- Ernst (1564-1611), hertug af Braunschweig-Lüneburg
- Elisabeth (1565-1621), blev grevinde af Hohenlohe-Langenburg via ægteskab med Frederik
- Christian (1566-1633)
- August (1568-1636), hertug af Braunschweig-Lüneburg
- Dorothea (1570-1649), blev pfalzgrevinde via ægteskab med Karl, phalzgreve ved Rhinen
- Clara (1571-1658), blev grevinde af Schwarzburg-Blankenburg via ægteskab med Wilhelm
- Anne Ursula (1572-1601)
- Margrethe (1573-1643), blev hertuginde af Saxe-Coburg-Gotha via ægteskab med John Casimir
- Frederik (1574-1648)
- Marie (1575-1610)
- Magnus (1577-1632)
- Georg, arvede hertugdømmet Braunschweig-Calenberg (1582-1641)
- Johan (1583-1628)
- Sybilla (1584-1652), gift med Julius Ernst, hertug af Brunswick-Lüneburg